# منطقه خونین
منطقه خونین (به اسپانیایی: Junín Region) یک منطقه در پرو است.
مساحت این منطقه  ۴۴۱۹۷٫۲۳ کیلومتر مربع و جمعیت آن ۱۲۷۴۷۸۱ نفر است.